# Аркадіївці
Арка́діївці — село в Україні, у Лісовогринівецькій сільській територіальній громаді Хмельницького району Хмельницької області. Населення становить 366 осіб.

## Герб
Затверджений 26 червня 2015р. рішенням №5 сесії сільської ради. Автор - О.С.Підгурський.
У червоному щиті срібний вершник з піднятим мечем і лазуровим щитом зі срібним п'ятираменним хрестом, що скаче на три срібні фортечні стінозубчасті вежі сходинками справа. У відділеній срібною шиповидною нитяною балкою главі три золоті монети, одна й дві, над якими золотий ключ у балку.

## Галерея

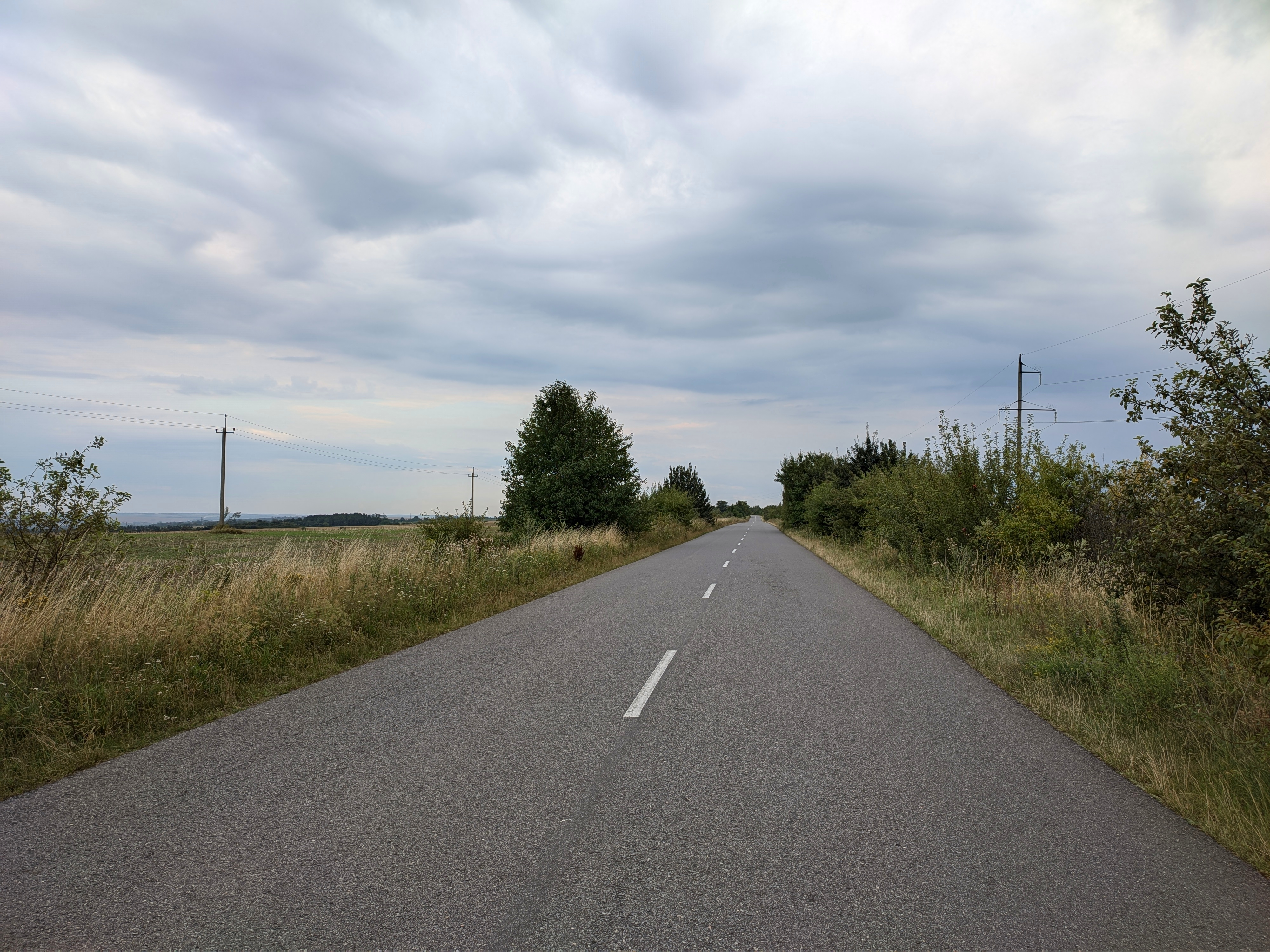
Дорога на село
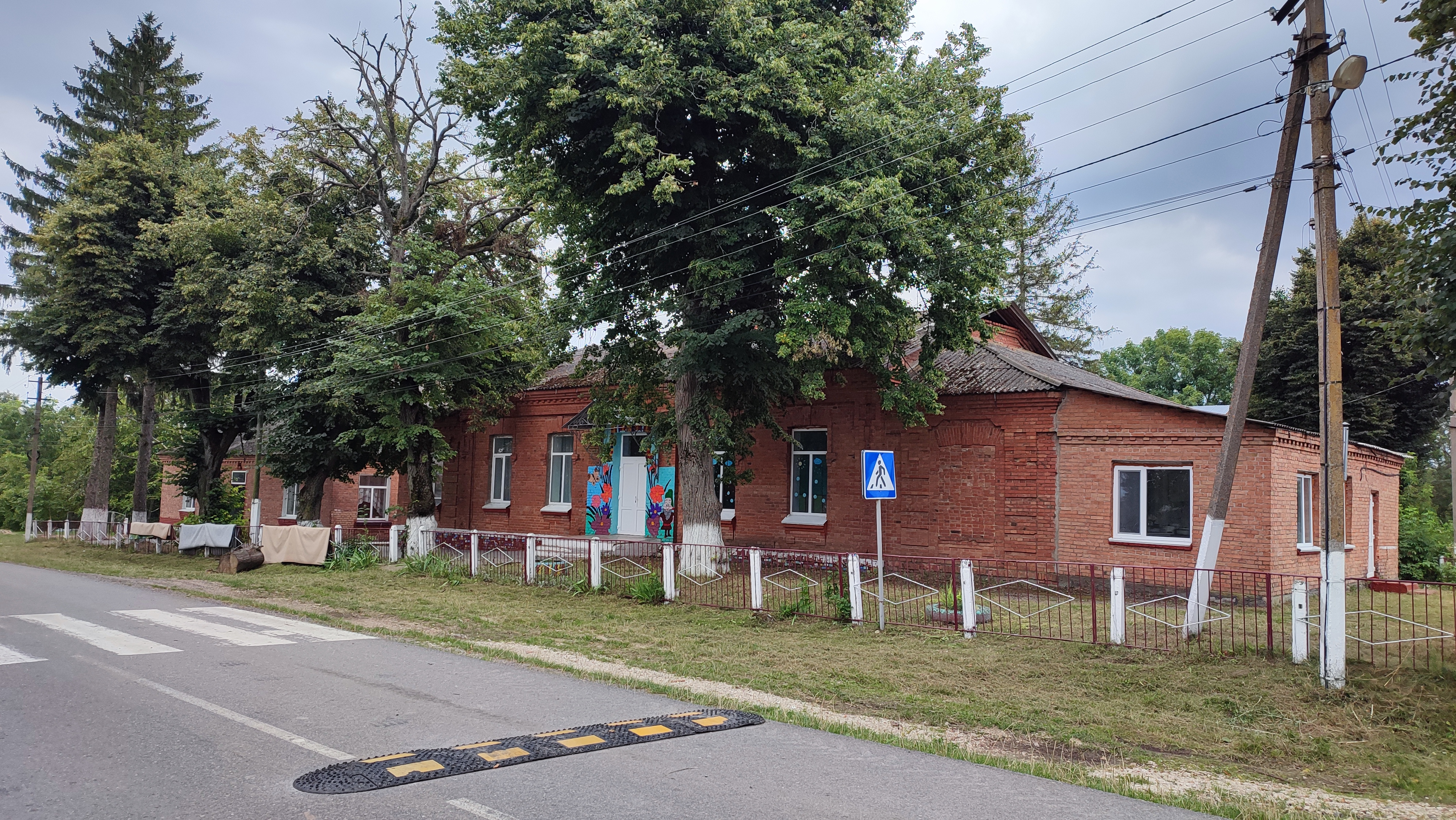
Аркадіївці
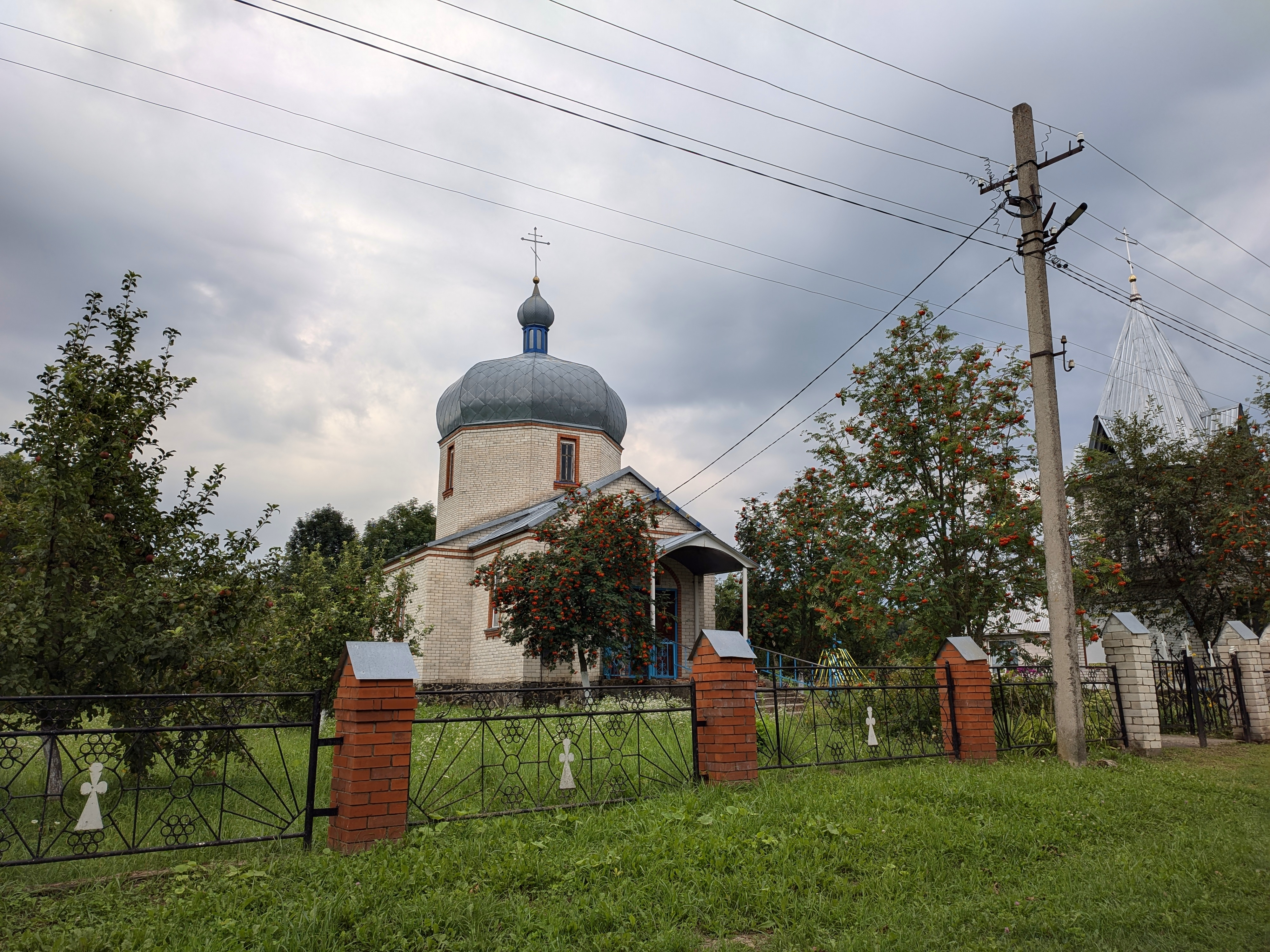
Церква
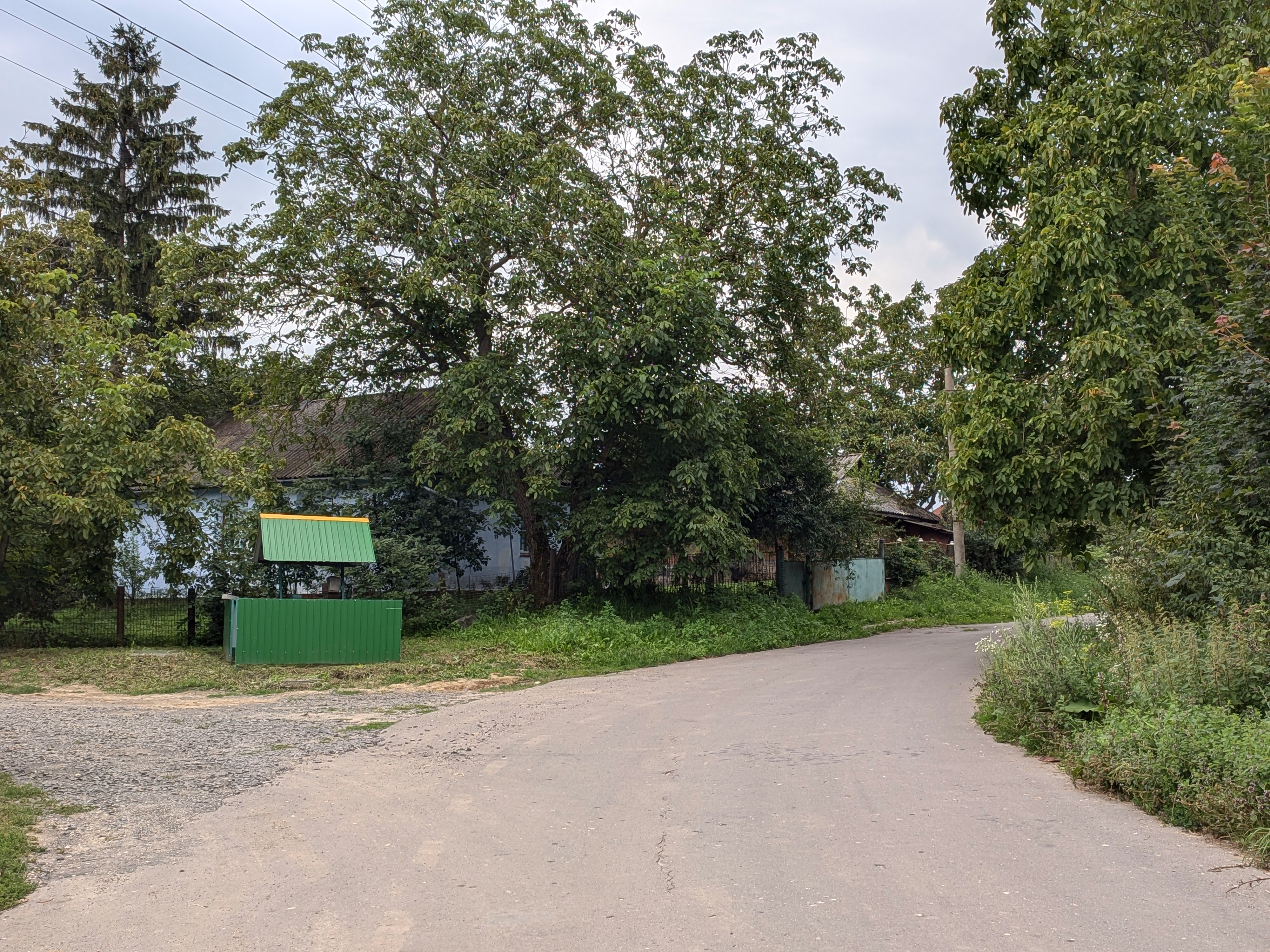
Вулиця Богдана Хмельницького
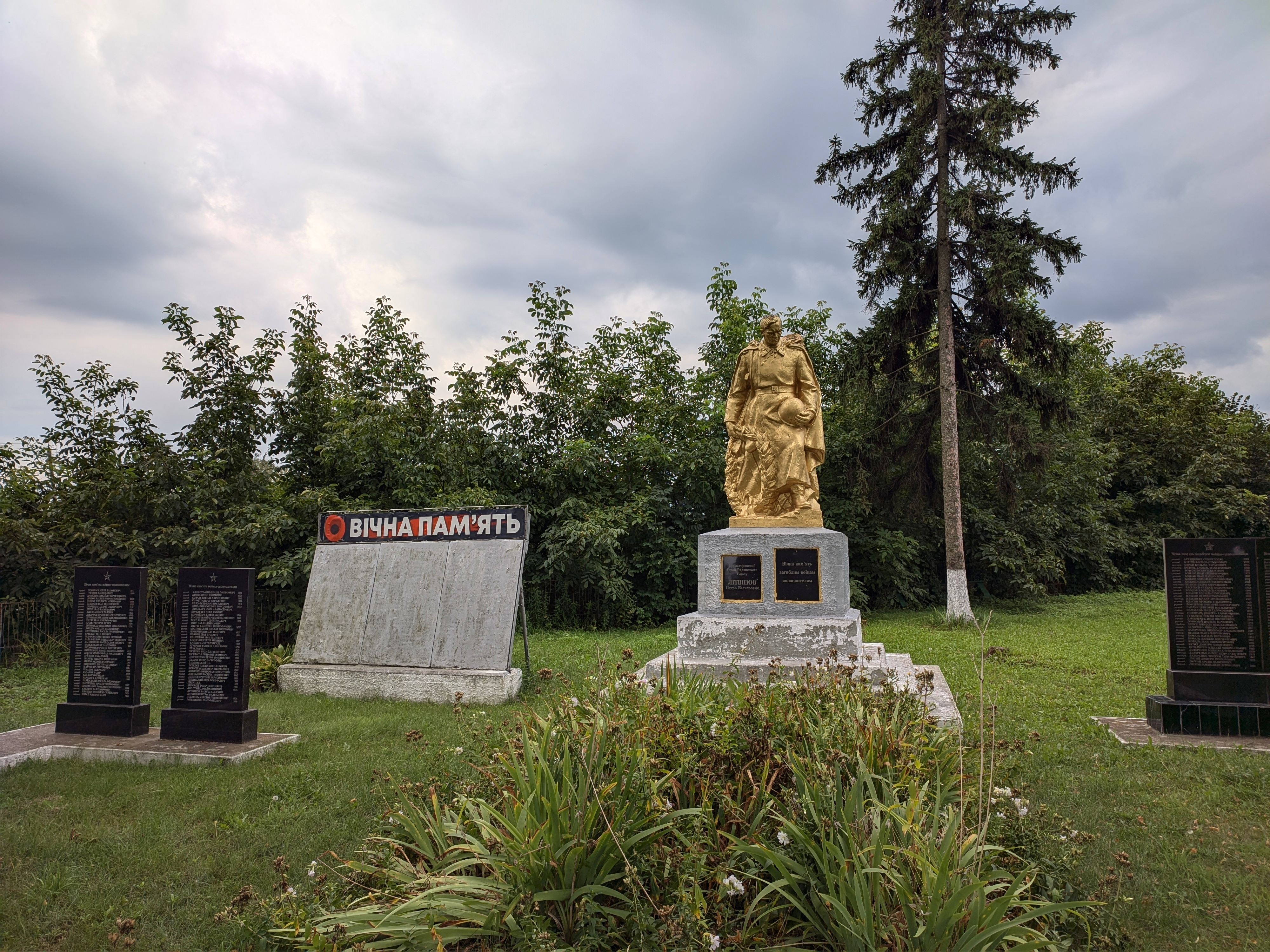
Братська могила радянських воїнів
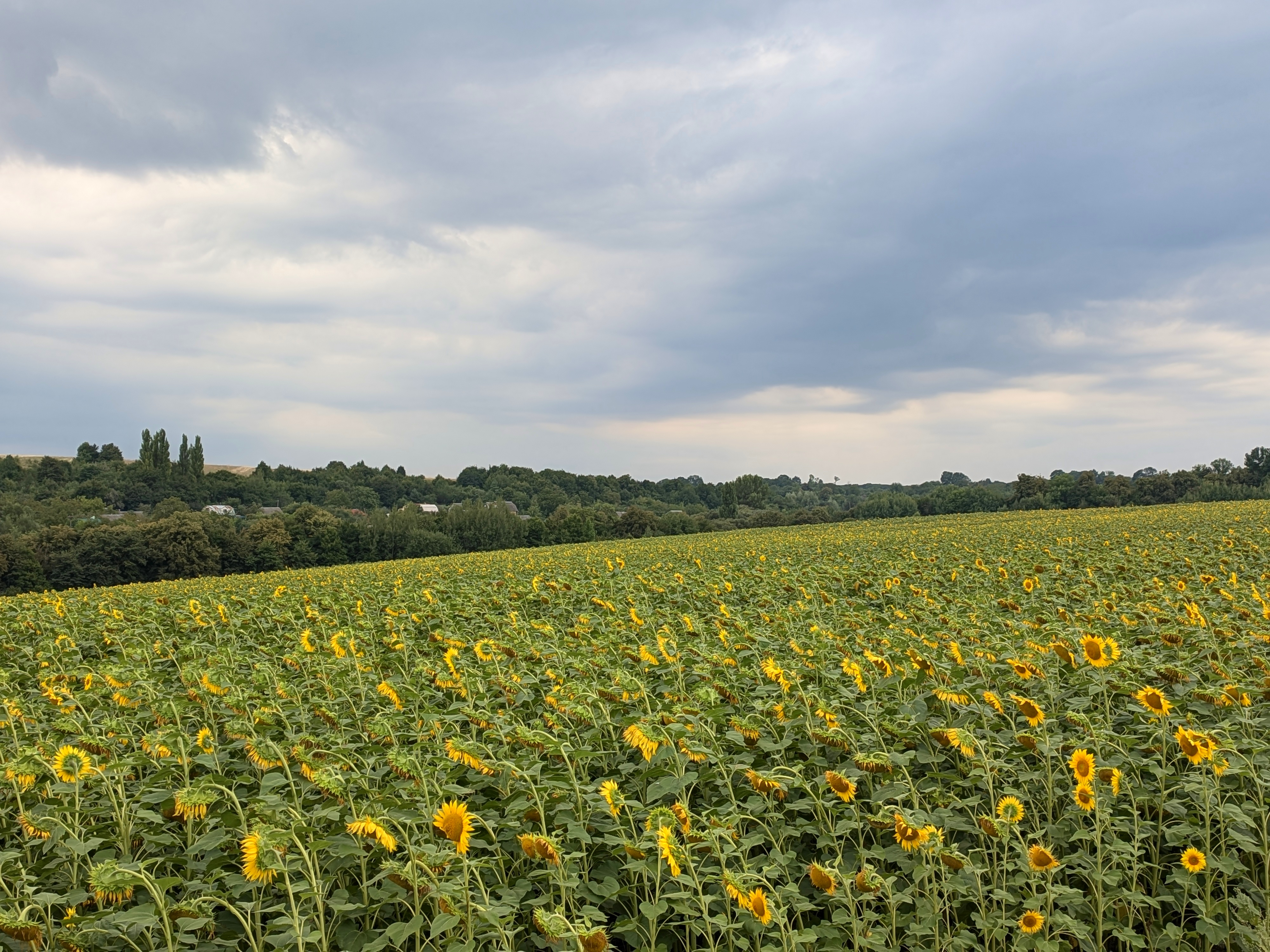
Околиці села літнього вечора